# بشقابی (سرده)
بشقابی ، قاشقک، سپرک، کاسه‌دار، قصیده (نام علمی: Scutellaria) نام یک سرده از تیره نعناعیان است. این سرده در ایران ۲۰ گونه گیاه علفی چند ساله دارد.